# Chenopodium amurense
Chenopodium amurense är en amarantväxtart som beskrevs av Mikhail Stanislavovich Ignatov. Chenopodium amurense ingår i släktet ogräsmållor, och familjen amarantväxter. Inga underarter finns listade i Catalogue of Life.